# Estação Vila Aurora
A Estação Vila Aurora é uma estação ferroviária pertencente à Linha 7–Rubi da CPTM, inaugurada em 9 de setembro de 2013. Localiza-se entre as estações Perus e Jaraguá, próxima a Rua Francisco da Cunha Menezes, altura do número 1066, com muitas possibilidades de transporte público para os habitantes daquela região.
Atende principalmente aos moradores de Cidade D'abril, Jardim Ipanema, Vila Santa Lucrécia, Vila Aurora, Conjunto Habitacional Voith, Jardim Donária, aliviando o fluxo de pessoas da Estação Jaraguá, que até então era a única opção de trem para os moradores desses bairros.

## História
Diante da distância de cerca de 6 quilômetros entre as estações Jaraguá e Perus, a prefeitura de São Paulo sugeriu ao governo do estado a construção da estação Vila Aurora entre aquelas estações, dentro do Plano Diretor Estratégico da Subprefeitura Pirituba (2004). Em meados de 2006, os primeiros projetos foram anunciados pela CPTM, sendo formalmente apresentados em audiência pública em junho do ano seguinte. A contratação das obras se deu por meio do processo de licitação Nº 8705802011, realizado entre fevereiro e julho de 2009. A licitação foi vencida pelo consórcio formado pelas empresas Estacon e Hersa, ao custo de R$ 34.421.352,97.
Após um breve início, as obras foram paralisadas em 2010 por conta de desentendimentos entre a CPTM e as empresas do consórcio (que acabaram desistindo das obras). As obras foram retomadas em fins de 2010 pelo consórcio Heleno & Fonseca Construtécnica S/A, que ficou em segundo lugar na licitação, ao custo de R$ 26 milhões (saldo contratual existente). Após mais atrasos, a estação foi inaugurada em 9 de setembro de 2013, tendo custado R$ 40,3 milhões (acima do orçamento original de R$ 34 milhões).

## Tabela

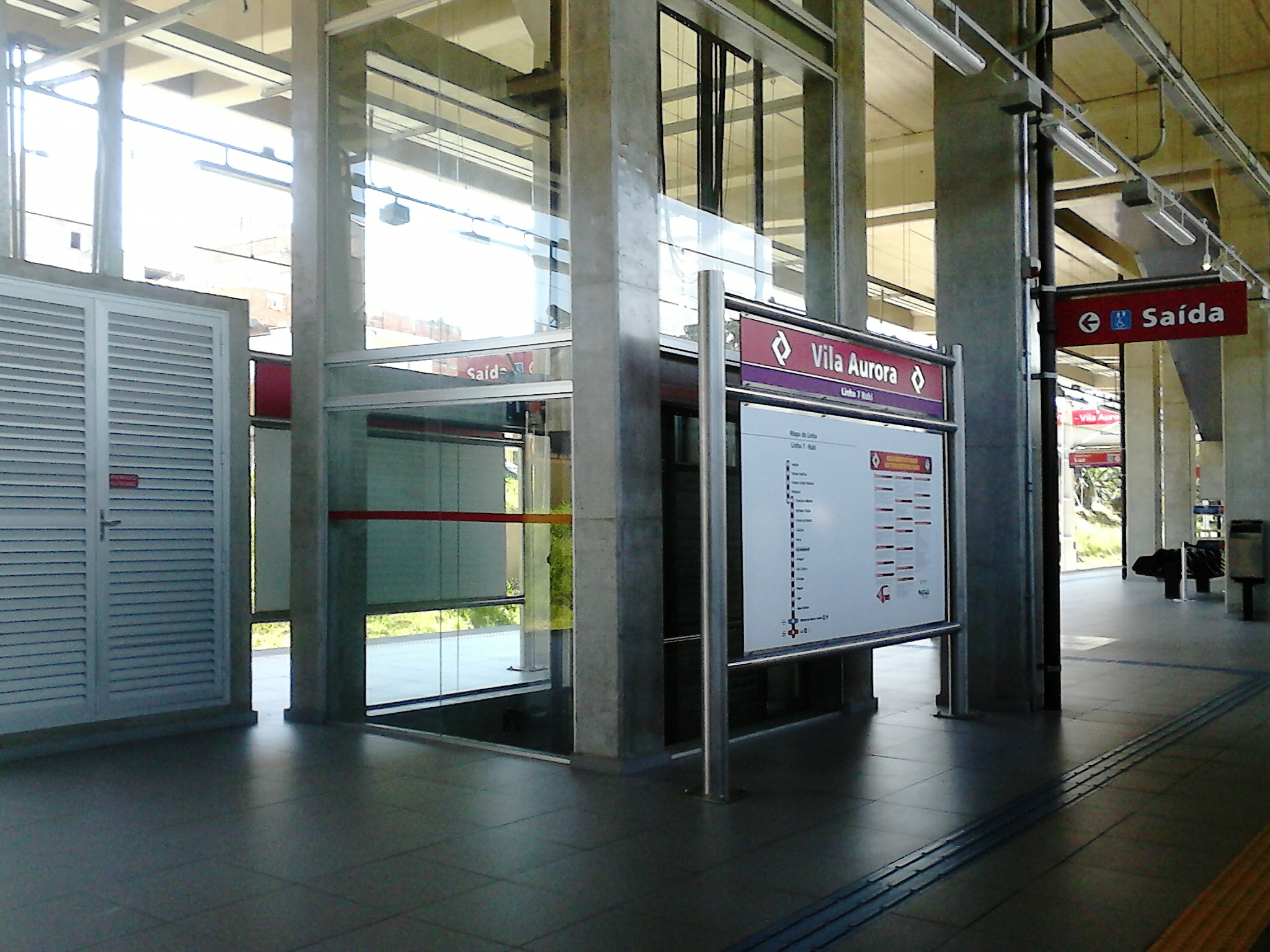
Interior da Estação Vila Aurora

| Sigla | Estação     | Inauguração           | Integração               | Plataformas | Posição    | Notas                        |
| ----- | ----------- | --------------------- | ------------------------ | ----------- | ---------- | ---------------------------- |
| VAU   | Vila Aurora | 9 de setembro de 2013 | Bilhete Único da SPTrans | Centrais    | Superfície | Estação construída pela CPTM |